# 全日本学生柔道優勝大会
全日本学生柔道優勝大会（ぜんにほんがくせいじゅうどうゆうしょうたいかい）は日本の学生柔道の団体戦。毎年6月に日本武道館で開催されている。

## 概説
1952年に第1回大会を開催。全日本学生柔道連盟（学柔連）と毎日新聞社の共催で開催される。
1988年6月25日～26日開催に開催された第37回大会は、筑波大学らが加盟する学柔連からの脱退勢力で親講道館派の全日本柔道連盟（全柔連）傘下の全日本大学柔道連盟との統合および学柔連の全柔連復帰を記念した日本学生柔道連盟統一記念大会となった。
女子は1992年に初開催。女子は5人制と3人制の2種目がある。なお、これとは別に全日本学生柔道体重別団体優勝大会が11月に尼崎市記念公園総合体育館で、全日本学生柔道体重別選手権大会（個人戦）が10月に日本武道館でそれぞれ開催されている。2015年以降に大学へ入学した選手は、連盟が定めた必修単位取得数を下回った場合、今大会を始めとした連盟主催の大会には出場できないことが決まった。2016年からは今大会を含めた全日本学生柔道連盟主催の大会でカラー柔道着が導入された。また、女子は白線入り黒帯でなく、男子と同様の黒帯が用いられることになった。
2020年6月に開催予定だった今大会は、新型コロナウイルスの影響で延期されることになったが、その後も事態が収拾しなかったために、史上初めて中止になった。2021年度も武道館使用不可のため青山学院記念館などで分散開催を予定している者の、6月の開催は延期された。
強豪校として知られる国士舘大学で6名の部員が大麻の使用を認めたため、柔道部が無期限の活動停止処分となった。そのため、2025年6月開催の今大会を辞退した。

## 歴代優勝校

### 男子
- 1952年：明治大学
- 1953年：明治大学
- 1954年：明治大学
- 1955年：日本大学
- 1956年：天理大学
- 1957年：明治大学
- 1958年：明治大学
- 1959年：天理大学
- 1960年：天理大学
- 1961年：明治大学
- 1962年：明治大学
- 1963年：明治大学
- 1964年：明治大学
- 1965年：拓殖大学
- 1966年：中央大学
- 1967年：天理大学
- 1968年：明治大学
- 1969年：日本大学
- 1970年：天理大学
- 1971年：明治大学
- 1972年：中央大学[要検証 – ノート]
- 1973年：天理大学
- 1974年：天理大学
- 1975年：日本大学
- 1976年：中央大学
- 1977年：東海大学
- 1978年：東海大学
- 1979年：東海大学
- 1980年：東海大学
- 1981年：天理大学
- 1982年：東海大学
- 1983年：東海大学
- 1984年：東海大学
- 1985年：日本大学
- 1986年：天理大学
- 1987年：東海大学
- 1988年[9]：天理大学
- 1989年：東海大学
- 1990年：東海大学
- 1991年：明治大学
- 1992年：明治大学
- 1993年：天理大学
- 1994年：近畿大学
- 1995年：東海大学
- 1996年：東海大学
- 1997年：日本大学
- 1998年：明治大学
- 1999年：国士舘大学
- 2000年：中央大学
- 2001年：明治大学
- 2002年：国士舘大学
- 2003年：国士舘大学
- 2004年：東海大学
- 2005年：国士舘大学
- 2006年：国士舘大学
- 2007年：国士舘大学
- 2008年：東海大学
- 2009年：東海大学
- 2010年：東海大学
- 2011年：東海大学
- 2012年：東海大学
- 2013年：東海大学
- 2014年：東海大学
- 2015年：筑波大学
- 2016年：東海大学
- 2017年：東海大学
- 2018年：東海大学
- 2019年：東海大学
- 2021年：東海大学
- 2022年：東海大学
- 2023年：国士舘大学
- 2024年：東海大学
- 2025年：日本大学

### 女子
- 1992年：国士舘大学
- 1993年：国士舘大学
- 1994年：日本体育大学
- 1995年：帝京大学
- 1996年：帝京大学
- 1997年：日本体育大学

#### 5人制（1部）
- 1998年：埼玉大学
- 1999年：筑波大学
- 2000年：東海大学
- 2001年：筑波大学
- 2002年：帝京大学
- 2003年：東海大学
- 2004年：東海大学
- 2005年：帝京大学
- 2006年：山梨学院大学
- 2007年：東海大学
- 2008年：山梨学院大学
- 2009年：帝京大学
- 2010年：山梨学院大学
- 2011年：山梨学院大学
- 2012年：環太平洋大学
- 2013年：環太平洋大学
- 2014年：山梨学院大学
- 2015年：山梨学院大学
- 2016年：山梨学院大学
- 2017年：山梨学院大学
- 2018年：山梨学院大学
- 2019年：東海大学
- 2021年：東海大学
- 2022年：東海大学
- 2023年：環太平洋大学
- 2024年：東海大学
- 2025年：環太平洋大学

#### 3人制（2部）
- 1998年：湊川女子短期大学
- 1999年：茨城大学
- 2000年：東和大学
- 2001年：埼玉大学
- 2002年：純真女子短期大学
- 2003年：日本大学
- 2004年：日本文理大学
- 2005年：埼玉大学
- 2006年：愛知産業大学
- 2007年：旭川大学
- 2008年：創価大学
- 2009年：福岡工業大学
- 2010年：埼玉大学
- 2011年：創価大学
- 2012年：鹿屋体育大学
- 2013年：東京学芸大学
- 2014年：鹿屋体育大学
- 2015年：鹿屋体育大学
- 2016年：早稲田大学
- 2017年：早稲田大学
- 2018年：早稲田大学
- 2019年：明治国際医療大学
- 2021年：皇學館大学
- 2022年：福岡工業大学
- 2023年：東海大学九州
- 2024年：広島大学
- 2025年：桐蔭横浜大学

## 放送
大会後、毎日新聞系でテレビチャンネル放送開始時の社長が柔道家の山科誠だったBS11デジタルで決勝戦を中心に放送。